# 39 Piscium
39 Piscium är en gulvit stjärna i huvudserien som ligger i Fiskarnas stjärnbild.
39 Piscium har visuell magnitud +7,21 och kräver fältkikare för att kunna observeras. Stjärnan befinner sig på ett avstånd av ungefär 145 ljusår.